# Lijst van weg- en veldkapellen in Beek (Limburg)
Dit is een onvolledige lijst van veldkapellen in de gemeente Beek (Limburg). Kapelletjes komen vooral in het zuiden van Nederland voor en werden dikwijls gebouwd ter verering van een heilige.
| Kapel                                | Adres                                     | Plaats        | Bouwperiode  | Architect        | Foto                                          |
| ------------------------------------ | ----------------------------------------- | ------------- | ------------ | ---------------- | --------------------------------------------- |
| Kapel van de Wonderdadige Medaille   | De Counelaan                              | Beek          | 1954         | Jean Huysmans    | Kapel van de Wonderdadige Medaille            |
| Mariakapel                           | Kapelstraat 14                            | Geverik       | 1861         | Johannes Lemmens | Mariakapel Geverik                            |
| Sint-Hubertuskapel                   | Grootgenhouterstraat 18                   | Groot Genhout | 1936         | F. Tummers       |                                               |
| Mariakapel                           | Eerdshaag-Kelmonderstraat-Kelmonderhofweg | Kelmond       | 1903         |                  | Mariakapel Kelmond                            |
| Heilig-Hartkapel                     | Fattenbergstraat-Spaubekerstraat          | Neerbeek      | 1918         |                  | Heilig-Hartkapel Spaubeek                     |
| Onze-Lieve-Vrouw-Sterre-der-Zeekapel | Bongerd-Kupstraat-Dorpstraat              | Spaubeek      | 1923 en 1951 | J. Brouwers      | Onze-Lieve-Vrouw-Sterre-der-Zeekapel Spaubeek |
| Sint-Annakapel                       | Oude Kerk 8                               | Spaubeek      | 1865         |                  | Sint-Annakapel Spaubeek                       |